# Terje Hauge
Terje Hauge, né le 5 octobre 1965 à Bergen, est un arbitre de football norvégien.

## Carrière d'arbitre
Terje Hauge commence sa carrière d'arbitre en 1990, aujourd'hui il aurait arbitré 232 matchs de championnat norvégien. Son bon travail sur le terrain le récompensa du Trophée Kniksen comme arbitre de l'année. Il fut agréé arbitre de la FIFA en 1993. Il est classé dans la catégorie « élite arbitre de l'UEFA ».
Hauge fut sélectionné pour arbitrer des grandes compétitions internationales comme l'Euro 2000, la Coupe du monde de football 2002 et l'Euro 2004. Il arbitra également la finale de la supercoupe d'Europe le 27 août 2004 entre le FC Porto et le Valence CF.
Hauge ne fut pas sélectionné pour arbitrer l'Euro 2008, ce fut son collègue Tom Henning Øvrebø qui eut cet honneur.

## Coupe du monde de football 2002
Terje Hauge fut sélectionné pour arbitrer la Coupe du monde 2002. Il n'y arbitrera qu'un match, celui du match entre le Cameroun et l'Arabie saoudite qui s'acheva par une victoire camerounaise 1-0. Il distribua deux cartons jaunes lors de ce match, un pour Pierre Wome et un pour Al Hasan Al-Yami.

## Euro 2004
Hauge participe à l'Euro 2004 et arbitre le match Russie/Portugal. Il n'hésitera pas à sortir le carton rouge juste avant la mi-temps pour exclure du jeu le gardien russe Sergei Ovchinnikov. Six cartons jaunes seront donnés pendant cette partie (3 pour chaque équipe) et un carton rouge.
Il sera au sifflet lors du match entre l'Allemagne et la République tchèque qui verra une surprise des tchèques vainqueur 2-1. L'arbitre norvégien n'aura pas le carton facile comme lors de son premier match et disribuera 4 cartons jaunes.

## Ligue des champions 2006

### Menaces de mort
Même si Hauge ne participe pas au mondial, il arbitre toujours les matchs de Ligue des Champions. Hauge arbitre le match aller des huitièmes de finale entre Chelsea FC et le FC Barcelone. Il renvoie au vestiaires à la 37e minute le défenseur de Chelsea Asier Del Horno pour un tacle trop violent sur Lionel Messi. Barcelone s'imposera 2-1 à Stamford Bridge. Hauge recevra des menaces de mort de la part des supporters de Chelsea, mais conservera son opinion sur ce tacle.

### Finale
Malgré les incidents des huitièmes, Hauge arbitre la finale de la Ligue des champions de l'UEFA 2005-2006 entre le FC Barcelone et un autre club anglais Arsenal au Stade de France et deviendra le premier arbitre norvégien à arbitrer une finale de ligue des champions. Hauge expulsera dès la 18e minute le gardien du club de Londres Jens Lehmann, qui est le premier joueur expulsé lors d'une finale de Ligue des Champions. Le match se terminera par une victoire barcelonaise 2-1.
Plus tard, Hauge aurait reconnu qu'il était satisfait de son arbitrage dans l'ensemble mais a avoué avoir été trop vite sur l'expulsion du gardien allemand.